# Baphomet

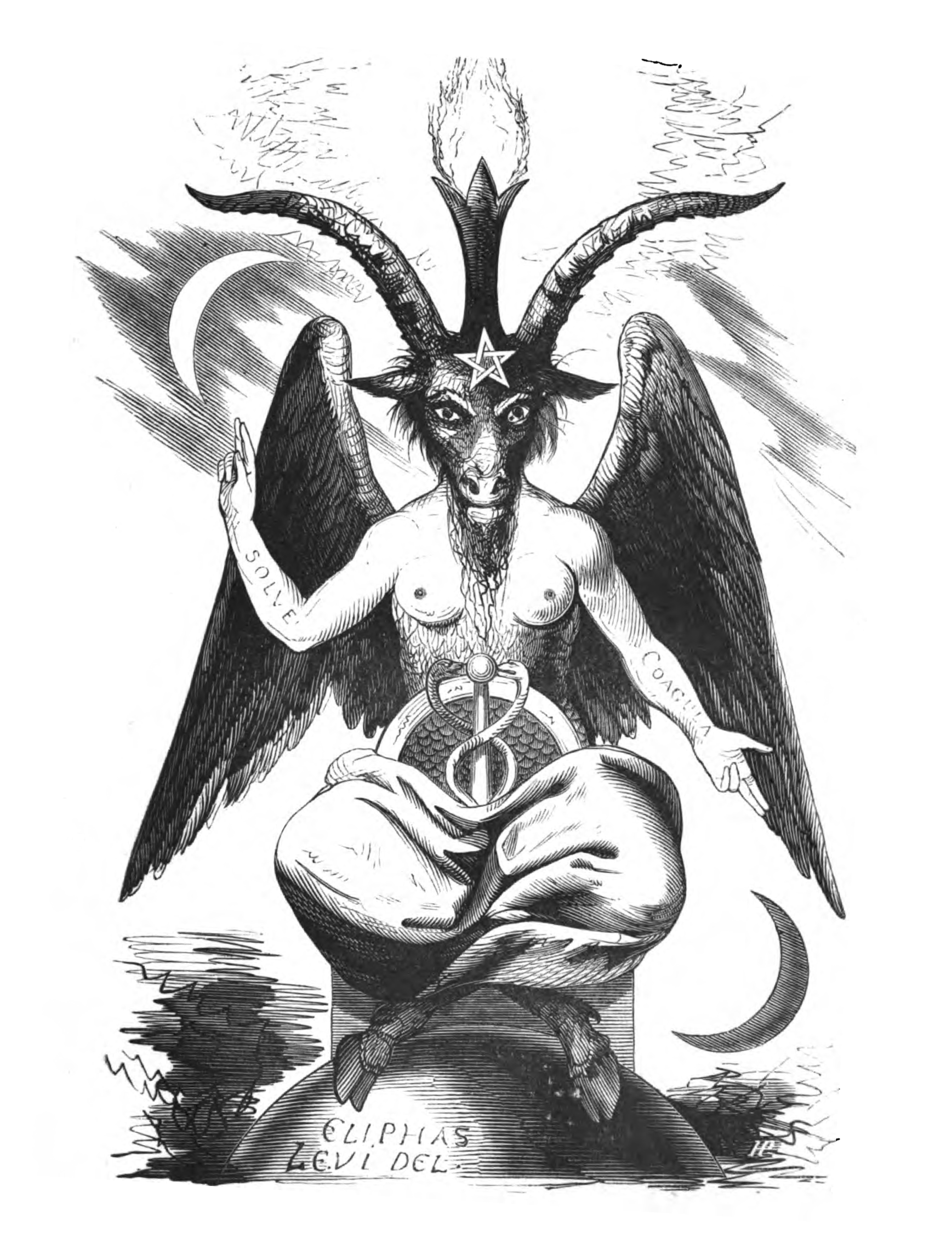
Hình tượng Baphomet

Baphomet (tiếng Latin Trung Cổ: Baphometh, Baffometi, tiếng Occitan Bafometz) là một vị thần biểu tượng trong hình dạng người lai dê có cánh. Chính việc thờ phụng vị thần này mà Hiệp sĩ dòng Đền bị cáo buộc và tan rã. Vị thần này mang ý nghĩa tượng trưng cho sự phồn thực, gắn với sức sinh sản. Baphomet chính là một vị thần có bản thể thống nhất của tất cả những vị thần dê trong một số nền văn hóa đại diện cho vật chất, tiền bạc và bản chất nhục dục của con người và bản năng tình dục. Baphomet đôi khi bị nhiều Giáo hội coi là quỷ Satan và cần phải loại bỏ, bài trừ.

## Lịch sử

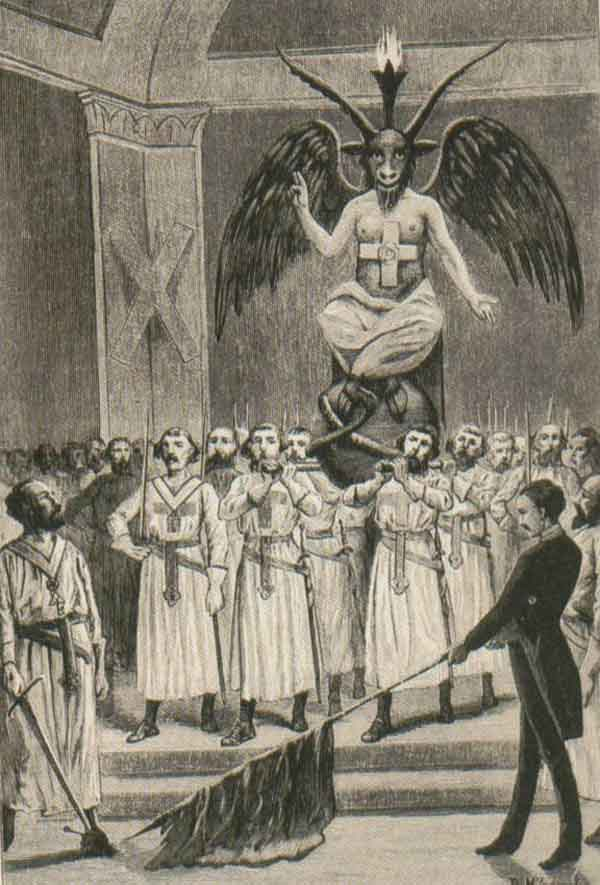
Các hiệp sĩ dòng Đền đang thờ Baphomet

Lịch sử của hình tượng Baphomet gắn liền với tổ chức Hiệp sĩ Đền Thánh, hình thành từ cuối thể kỷ 11 (khoảng năm 1098). Tổ chức này gồm những hiệp sĩ được tạo ra để bảo vệ tài liệu mật của một tu viện kín trong đó có cất giữ những bí mật về Chúa. Các Hiệp sĩ Templar thường tiến hành nghi lễ với thần Baphomet nhằm tôn vinh sự hợp nhất giới tính tự nhiên và sự sáng tạo của vũ trụ, ban đầu được biết đến với tên gọi Bafumarias.
Baphomet chính là một vị thần ngoại giáo cổ đại được tôn thờ bởi những hiệp sĩ dòng Đền, hoặc còn được biết đến như hiệp sĩ đền Thánh trước khi lâm trận, họ thường cầu xin sự gia hộ của Baphomet để có được chiến thắng. Baphomet thực chất không phải là vị thần cụ thể, mà chính là một bản thể được mô tả là nguyên mẫu của một vị thần có sừng thường thấy trong một số nền văn hóa. Một thể thống nhất của tất cả các vị thần có sừng và móng guốc, nửa người nửa dê.
Nhìn chung, thuộc tính của những vị thần này là điều bình thường trong tự nhiên ở thời bấy giờ, và đã có rất nhiều tôn giáo thờ phượng những vị thần linh như thế, đặc biệt là rất nhiều phù thủy. Tình dục và những gì thuộc về sinh sản, bản năng tự nhiên của loài người là một phần những gì trong ý nghĩa mà Baphomet đại diện. Và vì thế cho nên việc nó trở thành ma quỷ, cái ác đối với Giáo hội.
Tuy nhiên, Giáo hội chính thống đã lấy cớ những Hiệp sĩ Templar thờ một vị thần ngoại đạo là Baphomet để chống lại tổ chức này. Các nhà thần học của Giáo hội đã thuyết phục mọi người rằng Baphomet trên thực tế là hiện thân của quỷ Satan, với cặp sừng nhọn, nhằm gây sức ép kết tội các hiệp sĩ, khiến họ phải giao nộp ra những tài liệu mật mà mình đang bảo vệ.
Đối với Thiên Chúa giáo thì nó là ma quỷ tà ác nên tránh xa, Và vì thế, hình ảnh được sử dụng để đại diện cho Satan giáo, tôn giáo của bản năng chính là Baphomet, là con dê. Theo thời gian thần Baphomet đã trở thành biểu tượng của sự tôn thờ Satan, bị nhà thờ ruồng bỏ. Ngày nay Baphomet là một hình tượng phổ biến trên phim ảnh, âm nhạc (đặc biệt là nhạc rock) với ý nghĩa của sự phản kháng về tinh thần.

## Mô tả

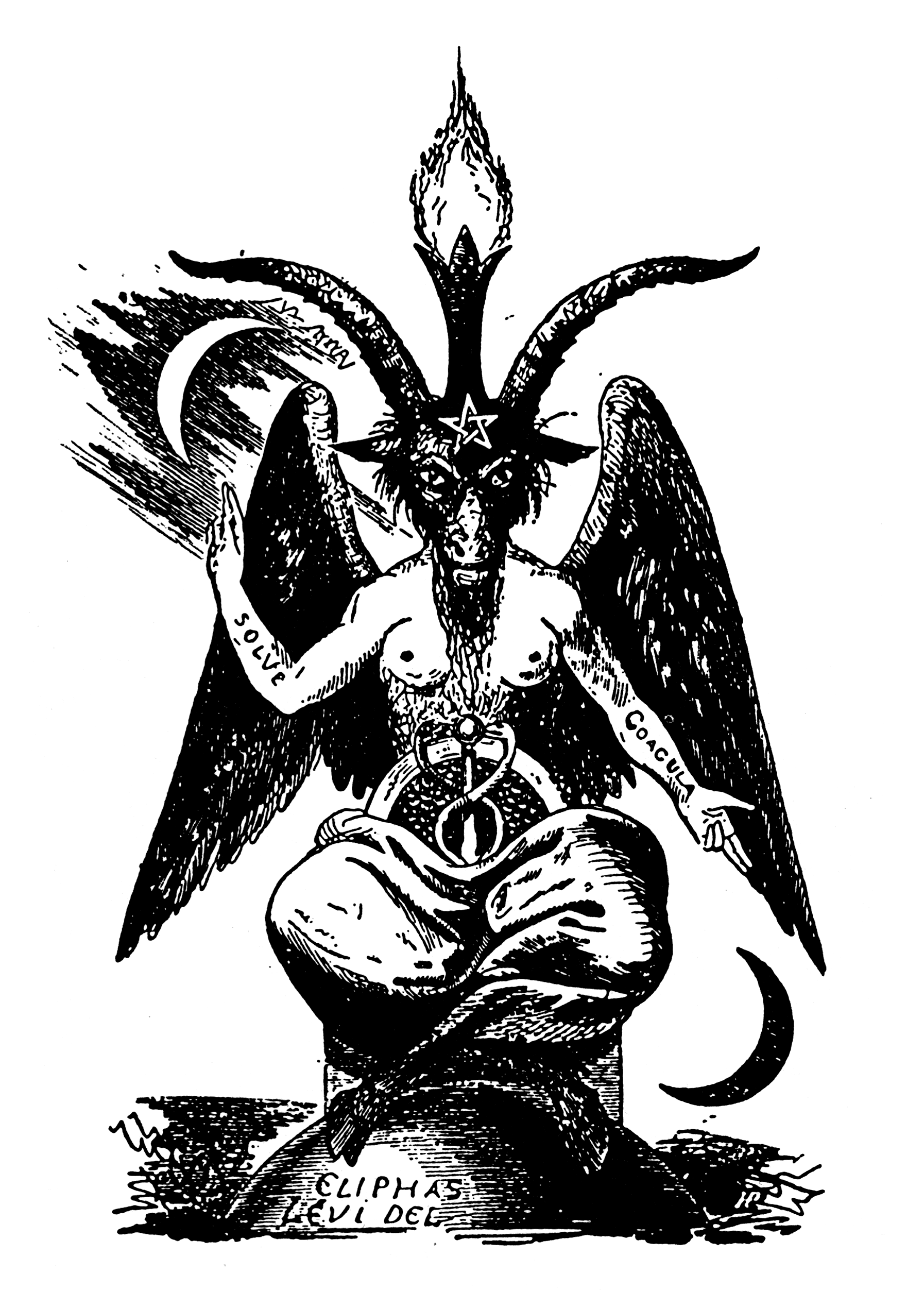
Bức chân dung mô tả về Baphomet

Con dấu chứa khuôn mặt của Baphomet với ngôi sao năm cánh ngược, biểu tượng chính thức của Giáo hội Satan

Baphomet được mô tả với một thân hình của con người, có thể là nam hoặc nữ, với đầu dê và đôi chân dê đang khoanh tròn. Đầu của Baphomet khi cách điệu tạo thành một ngôi sao lộn ngược, biểu tượng của sự sáng tạo. Ngôi sao này cũng thường được vẽ trên trán của Baphomet. Vào năm 1861, có một bản vẽ phác họa Baphomet của một nhà huyền bí học người Pháp có tên là Eliphas Levi đã trở thành hình mẫu nổi tiếng nhất của Baphomet cho tới sau này. Một con dê hình người có một ngọn đuốc trên trán cháy sáng giữa hai cái sừng. Hình mẫu này mang nhiều điểm tương đồng với những vị thần, bao gồm nam và nữ, thiện và ác.
Baphomet chính là một nhân vật ái nam ái nữ vì nó mang đặc điểm lưỡng giới:
- Bộ ngực nảy nở là của nữ giới, thanh cứng ở dưới là dương vật của nam giới. Hình ảnh cây gậy cứng có hai con rắn chính là dương vật của Baphomet, hay là thường được biết đến như quyền trượng Hermes. Cây trượng này cũng đại diện cho sự kích hoạt của các luân xa trên cơ thể người, bắt đầu từ gốc là dương vật.
- Tay phải có chữ Solve chỉ lên mặt trăng màu trắng, tay trái có chữ Coagula chỉ xuống dưới mặt trăng màu đen đại diện cho 2 công đoạn cần thiết trong giả kim thuật. Chuyển chất rắn sang lỏng (Solve/Hòa Tan) và lỏng chuyển sang rắn (Coagula/Đông Đặc) với mục đích biến đá thành vàng trong thuật giả kim. Hay cánh tay chỉ lên trên và xuống dưới nhấn mạnh cho sự đối lập và cân bằng. Trong hệ thống Kabbalah của Do thái, 2 hình mặt trăng còn được biết đến như là Chesed và Gevurah. Chesed (tiếng Romania: ẖesed) là lòng nhân ái, tình yêu thương, còn Gevurah hay geburah (גבורה) trong hệ thống Kabalistic là bản chất của sự phán xét, nỗi sợ hãi và yếu tố Lửa.
- Ngón tay của Baphomet tạo thành một hình được xem là Dấu Hiệu của Hermeticism.
- Hình người đầu dê chính là đặc điểm dễ nhận thấy nhất, để nhận biết là một Baphomet. Nó đại diện cho bản chất của con người, khuynh hướng ích kỉ và bản năng dục vọng có trong bản chất và xác thịt mỗi người, đối lập với nó là ngọn đuốc cháy sáng trên trán, đại diện cho ánh sáng thần linh hay là linh hồn của con người, hay ngọn lửa của trí tuệ.